# アスンシオン証券取引所
アスンシオン証券取引所（アスンシオンしょうけんとりひきじょ、Bolsa de Valores y Productos de Asunción: BVPASA）はパラグアイのアスンシオンにある証券取引所。

## 歴史
アスンシオン証券取引所は1977年9月28日にパラグアイの商工省により設立された。長らく運営がなされていなかったが、1991年に法律により証券取引所の運営が認められた。